# Crasodactylus
Crasodactylus punctatus es una  especie de coleóptero adéfago de la familia Carabidae y el único miembro del género monotípico Crasodactylus.